# 檀石槐
檀石槐（136年—181年），是中國東漢時期的鮮卑首領之一。

## 生平

### 早期
他是投鹿侯之妻與他人所生之子。投鹿侯有三年時間留在匈奴軍中，其妻在家生了檀石槐。投鹿侯回家後，知道檀石槐不可能是自己親生，想殺了他。其妻說以前有一次在日間外行時聽到雷震，「仰天視而雹入其口」，吞下後就有了身孕，「此子必有奇異，且宜長視」。投鹿侯雖然不相信其妻所言，卻沒有殺死檀石槐，改為棄掉，其妻私下把檀石槐送到娘家養大。
檀石槐在十四歲、十五歲已是「勇健有智略」，能“施法禁，平曲直”，为众所服，後來被部落推舉為大人（首領），于是在彈汗山歠仇水上建立王庭，在高柳（今山西省陽高縣）北三百餘里。
檀石槐兵強馬壯，東西部大人皆歸附他。他南抄漢朝邊境，北拒丁零，東敗夫餘，西擊烏孫，盡據匈奴故地，東西一萬四千餘里，南北七千餘里，網羅山川水澤鹽池。建立强盛的鲜卑部落大联盟。

### 桓靈時期
漢桓帝永壽二年（156年）秋，檀石槐率領三至四千騎兵入侵漢的雲中郡。延熹元年（158年），鮮卑又入侵漢的北方邊境，以後又多次侵擾漢朝。侵扰雁门郡、辽东属国，交结匈奴、乌桓，分道侵扰缘边九郡，漢朝打算用和親解決邊患，遣使持印綬封檀石槐為王，可是檀石槐拒絕接受，對漢朝的侵擾更變本加厲。
檀石槐又把其地分為三部，從右北平以東至遼東，接夫餘、濊貊二十餘邑為東部，從右北平以西至上谷十餘邑為中部，從上谷以西至敦煌、烏孫二十餘邑為西部，各置大人管治，皆隸屬檀石槐。他拥兵十万，可以比肩匈奴之盛。
漢靈帝繼位後，幽州、涼州的邊境諸郡每年都被鮮卑入寇，殺掠不可勝數。嘉平六年（177年），漢朝反攻，遣夏育出高柳（今山西陽高），田晏出雲中，臧旻率南匈奴單于出雁門，「各將萬騎，三道出塞二千餘里」，結果漢軍慘敗，死者十之七八。
在位期间，用汉人谋议，定法律，由汉地输入铁器，制造兵器和工具，促进鲜卑社会的发展。鮮卑人口日益增多，靠農耕、畜牧和射獵竟不能養活族眾。檀石槐在巡視時發現，烏侯秦水（老哈河，發端河北省平泉縣西北部光頭山北麓柳西川，於翁牛特旗大興鄉馬地堡附近與西拉木倫河匯流，後注入西遼河，全長425公里）有幾百里寬，水中魚多而難捕。檀石槐聽說倭人善捕魚，於是率騎兵東擊汗國，虜獲數千汗人，把他們遷到烏侯秦水岸邊，為鮮卑人捕魚，以補充糧食畜牧之不足。
光和四年（181年）去世，享年四十五歲，次子和連排挤兄长后繼位。由于各部大人据地统御，各有分界，不能相一，他去世后，鲜卑势衰，部落联盟随之瓦解。